# Сервісний металоцентр
Сервісний металоцентр — це підприємство, основою діяльності якого є надання послуг з кінцевої обробки металопрокату під конкретні заявки покупця-споживача: травлення, холодна прокатка, відпал, гаряче цинкування, промаслювання, різання, координатний розкрій, вирубка, штампування, обробка поверхонь і кромок, фарбування, гнуття і різання труб і арматури, зварювання сіток тощо.
Розрізняють три види сервісних металоцентрів від призначення, необхідного устаткування і цільової групи клієнтів, для яких вони відкриваються: СМЦ для листового прокату, СМЦ для сортового прокату і СМЦ для клієнтів, що спеціалізуються на устаткуванні. Сервісні металоцентри з переробки листового прокату призначаються для суднобудування, машинобудування, автомобілів, побутової техніки, а сортові — для будівельного сектора.